# Amaltheus
Amaltheus is een uitgestorven geslacht van mollusken, dat leefde tijdens het Vroeg-Jura.

## Beschrijving
Deze ammoniet had een sterk samengedrukte, involute schelp met een smalle, op een getwijnd koord lijkende kiel. De zwakke sculptuur op de zijden was samengesteld uit sikkelvormige ribben, maar soms ook uit dunne spiraalrichels. De diameter van de schelp bedroeg ongeveer 7 cm.

## Leefwijze
Dit mariene geslacht leefde nabij de zeebodem. Het dier was een tamelijk goede zwemmer met zijn gestroomlijnde schelp en smalle kiel.